# Paul Boyle
Pour les articles homonymes, voir Boyle.
Pas d'image ? Cliquez ici

a Compétitions nationales et continentales officielles uniquement.

b Matchs officiels uniquement.
Dernière mise à jour le 11 décembre 2024.
Paul Boyle, né le 14 janvier 1997 à Dublin (Irlande), est un joueur international irlandais de rugby à XV jouant aux postes de troisième ligne centre et troisième ligne aile au Connacht en United Rugby Championship depuis 2018.

## Biographie

### Jeunesse et formation
Paul Boyle naît le 14 janvier 1997 à Dublin, en Irlande. Il commence le rugby dans le club du Gorey RFC en moins de huit ans, où son père Pablo a entraîné durant de nombreuses années, et y joue jusqu'en moins de 18 ans. Il joue également pour la Gorey Community School (en), où il est régulièrement élu Joueur de l'année,.
Paul Boyle rejoint ensuite l'équipe des moins de 19 ans du Leinster et en devient le capitaine. Après un court passage au Leinster, il rejoint le Lansdowne RFC lorsqu'il déménage à Dublin pour y étudier le droit,.
Après quelques sélections avec les moins de 20 ans irlandais sous les ordres de Nigel Carolan, Paul Boyle décide de suivre ce dernier qui part alors entraîner au Connacht et souhaite l'emmener avec lui,.

### Carrière en province
Avant de faire ses débuts professionnels, Paul Boyle joue dans un premier temps la British and Irish Cup en 2017-2018 avec les Connacht Eagles, l'équipe réserve du Connacht. Puis, le 6 janvier 2018, il joue pour la première fois avec sa province au niveau professionnel, lorsqu'il entre en jeu à la place de John Muldoon dans une défaite 39 à 13 face au Munster. Il s'agit de son seul match de la saison.
La saison suivante, en 2018-2019, il réalise un excellent début de championnat avec sa province, lui permettant de signer son premier contrat professionnel, allant jusqu'en 2021. C'est à partir de cette saison qu'il gagne du temps de jeu, puis il devient un titulaire les saisons suivantes, jouant la plupart des rencontres de son équipe. À la fin de la saison 2019-2020, il remporte le prix de la Tackle Machine, récompensant le joueur possédant le meilleur pourcentage de plaquages réussis dans tout le championnat. Il l'emporte avec 179 plaquages réussis pour un taux de réussite de 98,3%.
Durant la saison 2020-2021, Paul Boyle est pour la première fois désigné capitaine du Connacht lors d'un match de championnat face aux Ospreys. Par la suite, il occupe régulièrement ce rôle. il réalise encore une fois une très bonne saison, jouant dix-huit matchs dont quinze titularisations et marque huit essais. Il est alors récompensé d'une sélection en équipe nationale à la fin de la saison.
En 2022-2023, Paul Boyle joue douze matchs toutes compétitions confondues, marquant trois essais. Il joue ainsi moins de matchs que les saisons précédentes en raison d'une blessure à l'épaule qui l'écarte des terrains durant plusieurs mois. Cette saison, sa province se qualifie en quart de finale du United Rugby Championship où les siens éliminent l'Ulster, avant d'être battus en demi-finale par les Stormers. C'est la deuxième fois de son histoire que le Connacht atteint ce stade de la compétition après 2016. À l'issue de cette saison, Paul Boyle prolonge son contrat avec sa province,.

### Carrière internationale
Paul Boyle est dans un premier temps sélectionné en équipe d'Irlande des moins de 19 ans et joue deux matchs contre la France.
Puis, il sélectionné pour la première fois en équipe d'Irlande des moins de 20 ans pour le Tournoi des Six Nations des moins de 20 ans 2017. Il est ensuite convoqué pour le championnat du monde junior de la même année. Il joue quatre matchs dans cette compétition et marque un essai. Durant son passage chez les moins de 20 ans, il est un titulaire indiscutable en troisième et forme un trio avec Gavin Coombes et Caelan Doris. Le sélectionneur irlandais, Nigel Carolan en a fait son capitaine.
Après des performances remarquées durant la saison 2020-2021, il est convoqué pour la première fois en équipe d'Irlande, au mois de juin 2021, pour la tournée d'été. Il connaît sa première cape à cette occasion, lors d'un test international contre les États-Unis le 10 juillet 2021. Il entre en jeu en deuxième mi-temps à la place de Nick Timoney et les Irlandais s'imposent 71-10,.

## Statistiques

### En province
| Saison         | Club           | Championnat               | Championnat | Championnat | Coupe d'Europe     | Coupe d'Europe | Coupe d'Europe |
| Saison         | Club           | Compétition               | Matchs      | Essais      | Compétition        | Matchs         | Essais         |
| -------------- | -------------- | ------------------------- | ----------- | ----------- | ------------------ | -------------- | -------------- |
| 2017-2018      | Connacht       | Pro14                     | 1           | -           | Challenge européen | -              | -              |
| 2018-2019      | Connacht       | Pro14                     | 18          | 5           | Challenge européen | 4              | -              |
| 2019-2020      | Connacht       | Pro14                     | 13          | -           | Coupe d'Europe     | 4              | 1              |
| 2020-2021      | Connacht       | Pro14                     | 12          | 5           | Coupe d'Europe     | 2              | -              |
| 2020-2021      | Connacht       | Pro14 Rainbow Cup         | 2           | 2           | Challenge européen | 1              | 1              |
| 2021-2022      | Connacht       | United Rugby Championship | 14          | 3           | Coupe d'Europe     | 2              | -              |
| 2022-2023      | Connacht       | United Rugby Championship | 9           | 2           | Challenge Cup      | 3              | 1              |
| 2023-2024      | Connacht       | United Rugby Championship | 6           |             | Champions Cup      | 2              | 1              |
| Total Connacht | Total Connacht | Total Connacht            | 75          | 17          | Coupes d'Europe    | 18             | 4              |

### Internationales

#### Équipe d'Irlande des moins de 20 ans
Paul Boyle a disputé neuf matchs avec l'équipe d'Irlande des moins de 20 ans en une saison, prenant part à une édition du Tournoi des Six Nations des moins de 20 ans en 2017 et à une édition du Championnat du monde junior en 2017. Il a inscrit deux essais, soit dix points.

#### Équipe d'Irlande
Paul Boyle compte une seule sélection en équipe d'Irlande.
| Année | Compétition | Matchs | Points | Essais |
| ----- | ----------- | ------ | ------ | ------ |
| 2021  | Test matchs | 1      | -      | -      |
| Total | Total       | 1      | 0      | 0      |

## Palmarès

### En province
Néant

### Distinctions personnelles
- Tackle Machine[N 1] du Pro14 en 2020.